# Müggenbusch (Havelberg)
Müggenbusch ist ein Ortsteil der Hansestadt Havelberg im Landkreis Stendal in Sachsen-Anhalt.

## Geografie
Der Ort liegt drei Kilometer nordöstlich von Havelberg. Die Nachbarorte sind Waldgehöft im Norden, Obermühle und Kümmernitz im Nordosten, Theerofen im Osten, Wöplitz im Südosten, Havelberg im Südwesten, Chausseehaus im Westen sowie Julianenhof im Nordwesten.